# 슈퍼마켓

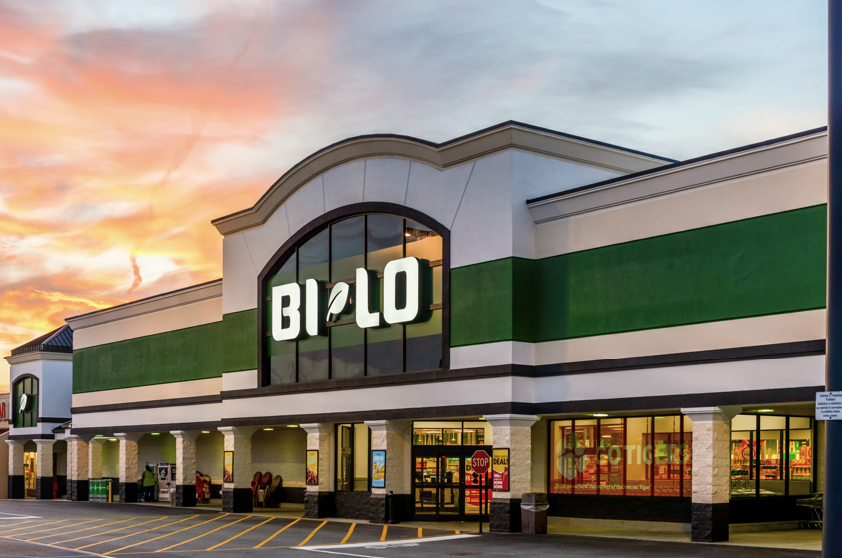
BI-LO 슈퍼마켓

슈퍼마켓(영어: supermarket)은 세분화된 셀프 서비스 가게이며, 넓은 범위의 음식과 가정 물품을 제공한다. 크기가 큰 편이며, 일반 식품점보다 선택 범위가 넓다. 하지만 슈퍼마켓은 하이퍼마켓보다는 작다.
슈퍼마켓은 보통 고기, 농산물, 낙농업 제품, 구운 음식을 캔이나 포장 형태로 선반 위에 올려 두어 취급한다. 진공 청소기, 약제품, 애완 동물용 제품과 같이 음식이 아닌 품목도 많이 취급한다. 대부분의 슈퍼마켓은 또한 허가된 곳에서는 술, 청소 도구, 약, 옷과 같은 일상적으로 소비되는 물품을 많이 판다.
전통 슈퍼마켓은 1층의 넓은 공간을 차지하며 소비자의 편리를 위해 주거 지역 근처에 위치한다. 기본 목표는 물품의 선택권을 넓히고 상대적으로 낮은 가격으로 파는 것이다. 다른 이점으로는 주차하기가 쉽고, 장을 보는 시간이 저녁까지 늘어난다는 점이다. 슈퍼마켓은 보통 신문이나 디스플레이를 통해 광고를 한다. 슈퍼마켓은 체인점의 일부가 되거나 프렌차이즈 형식처럼 같은 지역의 다른 슈퍼마켓을 관할하기도 한다. 이것은 또한 규모의 경제에 대한 기회를 늘려 준다.

## 분류

### 대한민국의 슈퍼마켓 분류
대한민국 중소기업청은 슈퍼마켓을 다음과 같이 분류한다. 분류별 사업자 목록이다.
- 대형마트
  - 이마트
  - 홈플러스
  - 롯데마트
- 기업형 슈퍼마켓
  - 홈플러스 익스프레스
  - 롯데슈퍼
  - GS슈퍼마켓
  - 킴스클럽마트
  - 이마트 에브리데이

### 일본의 슈퍼마켓 분류
- 레드캐비지
- 트라이얼[1]

### 미국의 슈퍼마켓 분류
- H 마트

## 같이 보기
- 기업형 슈퍼마켓
- 할인점
- 하이퍼마켓
- 백화점